# Anish Kapoor
Anish Kapoor (n. 1954 în Mumbai, India) este un sculptor indian.  Artistul locuiește și lucrează în Londra.

## Scurtă biografie
Tatăl său a fost indian, mama sa a fost evreică.  Kapoor, sosit la Londra în 1972, studiază mai întâi Arta plastică la "Hornsey College of Art," iar, mai târziu, la "Chelsea School of Art Design".  Studiase deja în India, în Dehradun la "Doon School".
Lucrările sale sunt uriașe opere din materiale precum fierul, fibra de sticlă și piatră. Suprafețele exterioare sunt în majoritate colorate și extrem de șlefuite.

## Lucrări importante
- As if to Celebrate
- I Discovered a Mountain Blooming with Red Flowers, 1981
- Ohne Titel, 1983
- Void Stone, 1990